# Joel Shankle
Joel Warren Shankle (ur. 2 marca 1933 w Fines Creek, zm. 8 kwietnia 2015 w Culpeper) – amerykański lekkoatleta (płotkarz), medalista olimpijski z 1956.
Zdobył brązowy medal w biegu na 110 metrów przez płotki na igrzyskach olimpijskich w 1956 w Melbourne za swymi rodakami Lee Calhounem i Jackiem Davisem.
W mistrzostwach Stanów Zjednoczonych (AAU) zdobył srebrny medal w biegu na 110 metrów przez płotki w 1956 oraz brązowy medal w dziesięcioboju w 1955. Był również akademickim mistrzem USA (NCAA) w skoku w dal w 1955.
Studiował na Uniwersytecie Duke’a. Później pracował jako pilot w American Airlines.